# 20264 Chauhan
20264 Chauhan è un asteroide della fascia principale. Scoperto nel 1998, presenta un'orbita caratterizzata da un semiasse maggiore pari a 2,4222392 UA e da un'eccentricità di 0,1785494, inclinata di 2,38768° rispetto all'eclittica.